# La Belette, le Chien et le Coq
Pour plus de détails, voir Fiche technique et Distribution.
La Belette, le Chien et le Coq (Weasel While You Work) est un court métrage d'animation de la série Looney Tunes réalisé par Robert McKimson qui met en scène Charlie le coq. Le court métrage a été diffusé pour la première fois le 6 septembre 1958.

## Fiche technique
- Réalisation : Robert McKimson
- Scénario : Michael Maltese
- Production : Warner Bros. Cartoons
- Musique originale : John Seely
- Montage : Treg Brown
- Format : 35 mm, ratio 1.37 :1, couleur Technicolor, mono
- Durée : 6 minutes
- Pays de production :  États-Unis
- Langue : anglais
- Genre : animation
- Distribution : 
  - 1958 : Warner Bros. Pictures cinéma
  - 2010 : Warner Home Video DVD
- Date de sortie : 
  - États-Unis : 6 septembre 1958

## Distribution
- Charlie le coq, George P. Dog et la fouine
- VO par Mel Blanc (voix)